# ارن (بلژیک)
شهر ارن (به فرانسوی: Herne) در ناحیه اداری ال-ویلوورد در استان فلومیش بربان در منطقه فلاندری در کشور بلژیک واقع شده‌است.